# 지방도 제534호선
지방도 제534호선은 충청북도 제천시 덕산면 성암 회전교차로에서 단양군 대강면 올산리를 잇던 충청북도의 지방도이다.
월악산을 통과하며, 중간에 제천시와 단양군을 잇는 고개인 모녀재를 넘어갈 때 경상북도 문경시 동로면 명전리 일대를 잠깐 거쳐간다.
2017년 7월 7일 지방도 노선 변경으로 폐지되었다.

## 연혁
- 2003년 2월 14일 : 충청북도 구간 노선 재지정[1]
- 2008년 12월 12일 : 방곡 ~ 올산간 도로 확포장공사로 인해 단양군 대강면 방곡리 ~ 올산리 4.775km 구간 도로구역 변경[2]
- 2008년 12월 26일 : 지방도 도로구역 지정[3]
- 2010년 12월 23일 : 단양군 대강면 방곡리 ~ 올산리 4.78km 구간 확장 개통[4]
- 2012년 8월 31일 : 도기 ~ 벌천간 도로 확포장공사에 의해 제천시 덕산면 도기리 1.045km 구간 도로구역 변경[5]
- 2015년 1월 9일 : 제천시 덕산면 도기리 1.44km 구간 개통[6]
- 2015년 8월 13일 : 제천시 덕산면 선고리 420m 구간 폐지[7]
- 2017년 7월 7일 : 지방도 폐지[8]

## 주요 경유지
- 제천시
  - 덕산면 성암 회전교차로 - 덕산면사무소 - 도전리 - 제천덕산중학교, 제천덕산초등학교 - 선고1교 - 선고2교 - 선고리 - 도기삼거리 - 도기리 - (미개통 구간 : 모녀재)

- 문경시
  - 동로면 (미개통 구간 : 모녀재)

- 단양군
  - 단성면 (미개통 구간) - (모여티마을) - 벌천리 - 벌천삼거리 - 벌천교
  - 대강면 방곡삼거리 - 방곡리 - 생태통로(터널) - 올산리

## 중복 구간
- 단양군 단성면 벌천삼거리 ~ 대강면 방곡리 : 국도 제59호선과 중복

## 도로명
- 제천시 덕산면 성암 회전교차로 ~ 도기삼거리 : 약초로
- 제천시 덕산면 도기삼거리 ~ 도기리 : 도기1길
- 제천시 덕산면 도기리 ~ 모녀재 : 도기1안길
- 단양군 단성면 (모여티마을) ~ 벌천삼거리 : 벌천로
- 단양군 단성면 벌천삼거리 ~ 대강면 방곡리 : 선암계곡로
- 단양군 대강면 방곡리 ~ 올산리 : 도예로